# Frankston (Texas)
Pour les articles homonymes, voir Frankston.
Frankston est une ville du comté d'Anderson, dans l’État du Texas, aux États-Unis. Sa population était de 1 229 habitants en 2010.

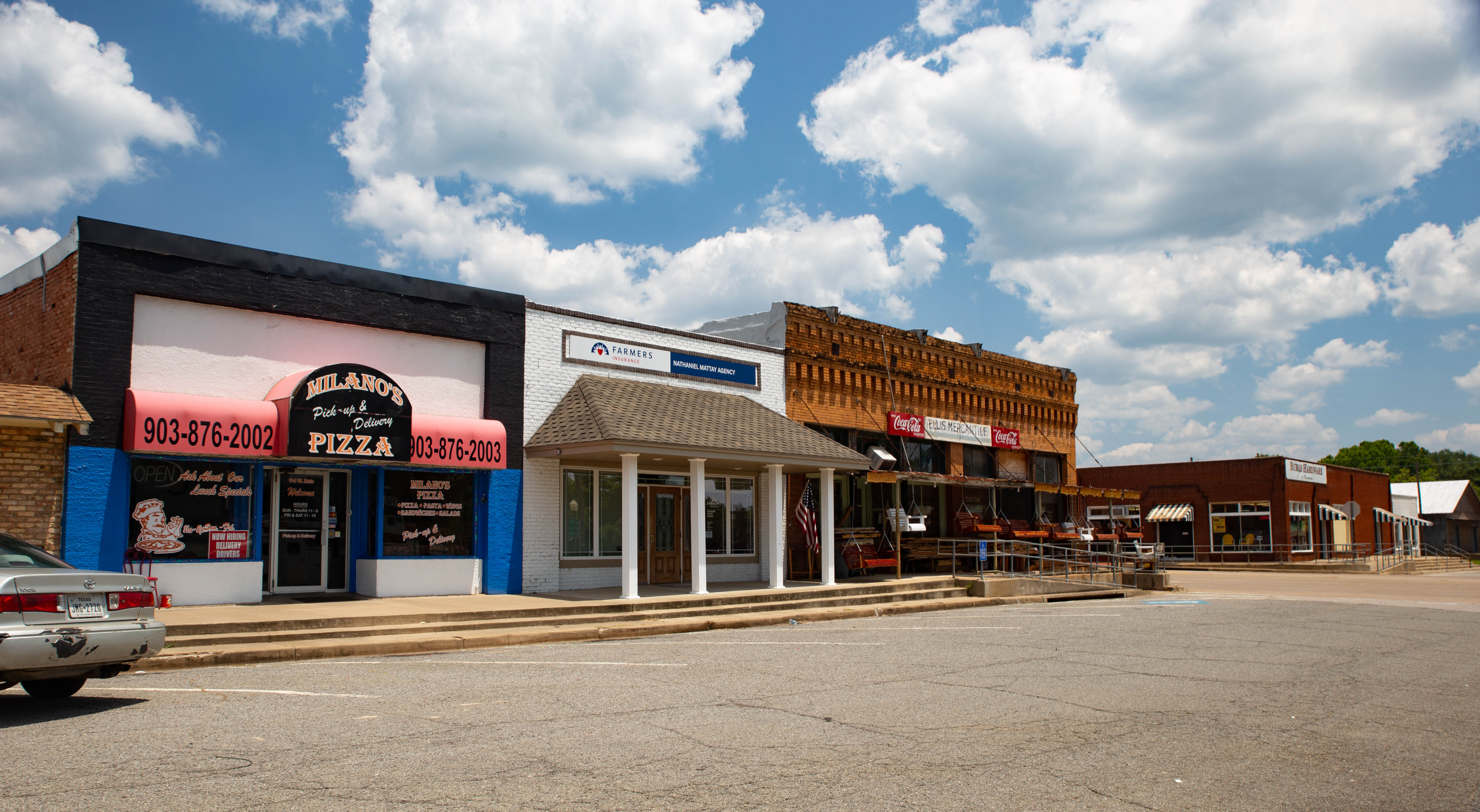
Centre-ville de Frankston

## Histoire
Le nom provient d'une habitante du nom de Frankie Miller, qui donna un terrain pour y construire un parc.